# 臨海寺
臨海寺（りんかいじ）は、沖縄県那覇市にある東寺真言宗の寺院。

## 歴史

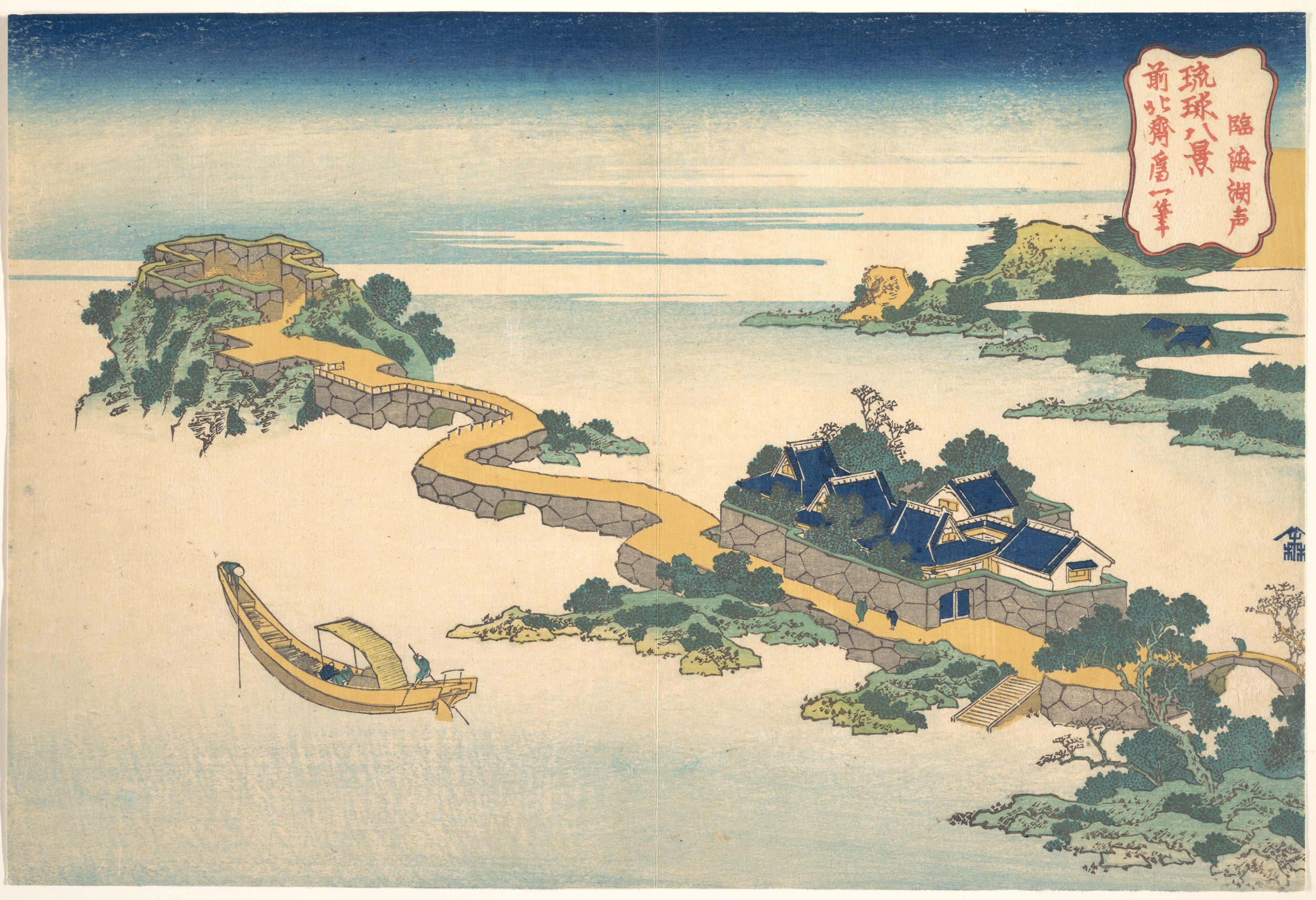
臨海湖声（葛飾北斎画）
堤防の途中の建物が臨海寺

創建年代は不明である。16世紀中期に築城された三重城に至る堤防の途中に位置し、沖宮の別当寺であった。琉球王国時代は那覇港に近かったこともあり、外国人の一時滞在施設として使われてきた。
明治以降の神仏分離により、沖宮との関係は絶たれ、両者は独自の道を歩んでいった。1945年（昭和20年）の沖縄戦で壊滅的打撃を受けている。戦後になり、現在地にて再建された。

## 交通アクセス
- 路線バス天久停留所より徒歩10分。